# 鍾萬祿
鍾萬祿（1560年—？），字懋功，號賛宇，廣東廣州府清遠縣人，軍籍，明朝政治人物。

## 生平
萬曆四年（1576年）丙子科廣東鄉試六十三名，萬曆十四年（1586年）丙戌科會試二百九十五名，登三甲第三十四名。礼部观政，任福建長樂縣知縣。擢兵部主事，升郎中，出为山东按察司佥事。

## 家族
曾祖鍾朝，曾任生員；祖父鍾世興，曾任生員；父鍾于田，字龍見，號文明，曾任永州府通判致仕。母李氏；庶母湯氏。具庆下。兄鍾萬春（己卯举人）、弟萬芳（学生）、萬選、萬祥。